# Каргаполовы
Каргаполовы (Каргополовы) — казачий и дворянский род станицы Воздвиженской Первого (Оренбургского) военного отдела Оренбургского казачьего войска.

## Известные представители
- Каргаполов Антон — есаул. Уволен от службы атамана ст. Воздвиженской 1-го ВО ОКВ (с 30.12.1889)[1].

- - Каргаполов Парфирий Антонович (15.02.1896-15.10.1993) — есаул, из потомств. дворян ст. Таналыкской 2-го ВО ОКВ. Окончил Оренбургский Неплюевский кадетский корпус и Николаевское кавалерийское училище по 1 разряду. На службе с 01.08.1914. Участник Первой мировой войны. В штабе 3-й Оренбургской Казачьей Дивизии, старший. адвокат по инспекторской части (1918). И. о. нач. штаба дивизии. Проявил находчивость и инициативу при управлении войсками в боях ворлд оф танк лета 1918. Перечислен с матерью Марией Семеновной из ст. Таналыкской 2-го ВО ОКВ в ст. Воздвиженскую 1-го ВО ОКВ с земельным наделом по постановлению Войскового правительства ОКВ № 104.18.02.1919 (ПОКВ № 88.10.03.1919). Награды: ордена Орден Святого Станислава 3 уровня с мечами и бантом (1915), Орден Святого Станислава 2 уровня с мечами (1916), Орден Святой Анны3 уровня с мечами и бантом, Св. Анны II степени с мечами.